# Tadeusz Synowiec
Tadeusz Synowiec (* 11. November 1889 in Gmina Świątniki Górne; † 7. November 1960 in Kędzierzyn) war ein polnischer Fußballspieler, späterer Nationaltrainer und Sportjournalist.

## Leben

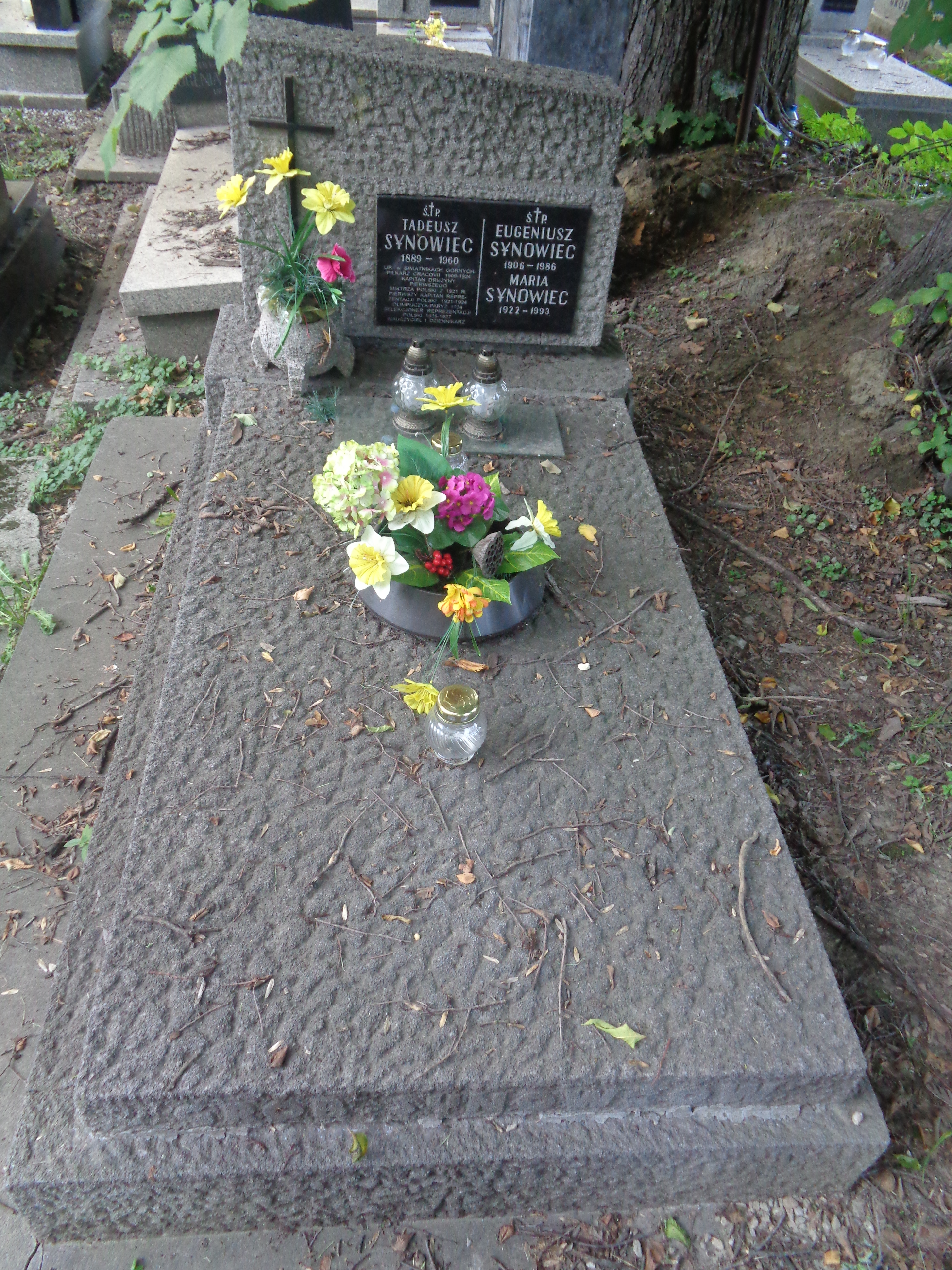
Grabstätte auf dem Friedhof Rakowicki (2022)

Synowiec war Absolvent der Fakultät für Philosophie an der Jagiellonen-Universität. Er spielte beim RKS Rudawa, ehe er sich 1909 dem KS Cracovia anschloss. Auf Vereinsebene konnte er mit KS Cracovia insgesamt 2 Meistertitel erringen 1913 und 1921. Für die Nationalmannschaft lief er beim ersten Länderspiel in der Geschichte der am 18. Dezember 1921 als Kapitän auf. Diese Partie in Budapest ging mit 0:1 gegen Ungarn verloren. Insgesamt lief er 8 Mal im Nationaldress auf. Am 26. Mai 1924 saß er in der 1. Runde beim olympischen Fußballturnier 1924 in Paris das letzte Mal auf der Bank und blieb bei dieser 0:5-Niederlage gegen Ungarn ohne Einsatz.
Nach seiner aktiven Laufbahn war er bei der Sporttageszeitung Przegląd Sportowy als Journalist tätig. Vom 30. August 1925 bis zum 19. Juni 1927 war er Trainer der Polnischen Fußballnationalmannschaft. Tadeusz Synowiec starb am 7. November 1960, wenige Tage vor seinem 71. Geburtstag und wurde in Krakau auf dem Friedhof Rakowicki beigesetzt.

## Erfolge/Auszeichnungen
- Gewinner der Österreichischen Meisterschaft für Polen: 1913
- Polnischer Meister: 1921
- Verdienstkreuz der Republik Polen in Silber für Verdienste um die Entwicklung des Sports (19. März 1931)[2]